# 蔡明介
蔡明介（1950年4月6日—），台灣企業家，曾任工業技術研究院電子所研發經理、 聯華電子第二事業群總經理。現為聯發科技公司董事長。曾获选哈佛商业评论「全球百大CEO」，是唯一上榜的臺灣企業家。